# Distrikt Acochaca

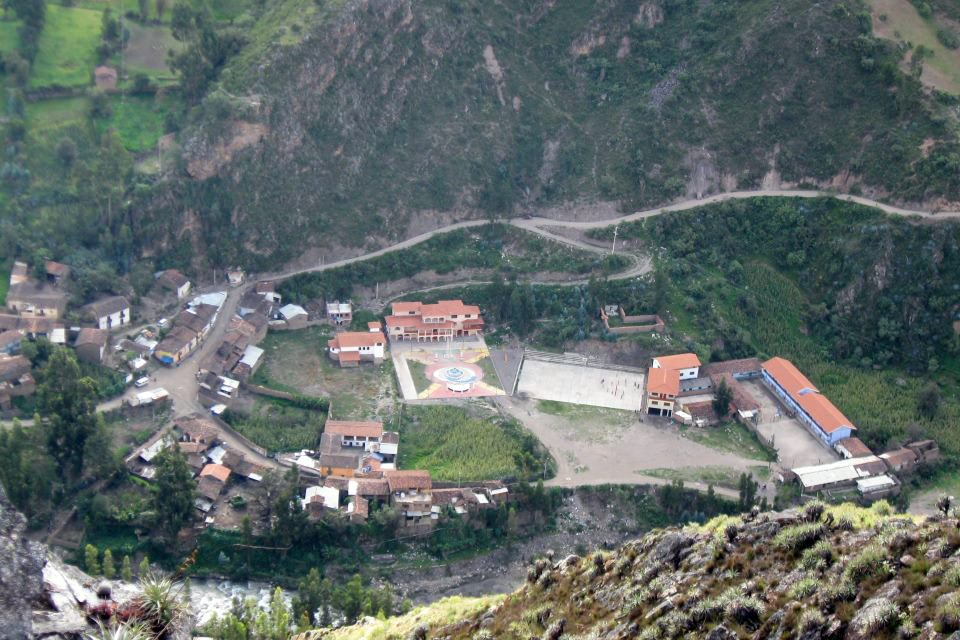
Blick auf Acochaca

Der Distrikt Acochaca liegt in der Provinz Asunción in der Region Ancash in West-Peru. Der Distrikt wurde am 30. Dezember 1883 gegründet. Er besitzt eine Fläche von 76,5 km². Beim Zensus 2017 wurden 3038 Einwohner gezählt. Im Jahr 1993 lag die Einwohnerzahl bei 4712, im Jahr 2007 bei 3720. Die Distriktverwaltung befindet sich in der 3350 m hoch gelegenen Ortschaft Acochaca mit 261 Einwohnern (Stand 2017). Acochaca liegt 5 km nördlich der Provinzhauptstadt Chacas.

## Geographische Lage
Der Distrikt Acochaca liegt an der Ostflanke der Cordillera Blanca und erstreckt sich über den Norden der Provinz Asunción. Der Río Chucpin fließt entlang der östlichen Distriktgrenze und entwässert das Areal nach Norden. Dessen linker Nebenfluss Río Ruricocha (auch Río Cunya) verläuft entlang der nördlichen Distriktgrenze.
Der Distrikt Acochaca grenzt im Süden an den Distrikt Chacas, im Westen und im Norden an den Distrikt Yanama (Provinz Yungay) sowie im Osten an den Distrikt San Luis (Provinz Carlos Fermín Fitzcarrald).

## Geboren im Distrikt Acochaca
- Julio Noriega Bernuy (* 1956), peruanischer Literaturwissenschaftler und Hochschullehrer